# Заря Труда
Заря Труда — село в Одесской области Украины.

## История
В середине XIX в. на данной территории была основана колония выходцем из Германии — Иваном Карловичем Келлером (прим. у Келлеров по мужской линии была особенность — называть последующего ребёнка Иваном или Карлом, чтобы получались имена и отчества или Иван Карлович, или Карл Иванович. Данный Иван Карлович, который основал Хутор Келлера, был старшим в семье Келлеров, также рядом с ним проживали его сын, Карл Иванович, и его внук, Иван Карлович).
В качества рабочей силы были использованы местные крестьяне, для которых были выстроены жилые бараки. Основным видом деятельности являлось земледелие и скотоводство.
Потомки колонистов к 1917 г соорудили бараки вместительностью до 300 человек, конюшни и коровники, пруд с греблей, выложенной привозным ракушечником, также для семейства Келлеров было возведено четыре здания. К этому же времени был основан семейный склеп.
После революции 1917 г. с приходом коммунистической власти, колонисты были арестованы и расстреляны на месте. В частности, некоторые из них были расстреляны на пороге собственных домов (прим. по сведениям наследников и первоисточников выживших колонистов, истинными убийцами колонистов были бандиты, которые были в сговоре с прислугой в фамильном доме Келлеров. Они пробрались в дом через чёрный ход, поднялись к гостиным и расстреляли сквозь двери на уровне человеческого роста практически всю семью Келлеров, кроме 10-месячной девочки, которая лежала в своей кроватке и это спасло её от пуль. Имя девочки осталось неизвестным. Также выжил молодой Иван Келлер, внук основателя Хутора Келлера, так как он очень любил лошадей и дни напролёт проводил в конюшнях).
Фамильный склеп был разграблен и уничтожен.
Два из четырёх господских зданий были отведены для хранения хозяйственного инвентаря и продовольствия. Оставшиеся в послевоенном времени были переоборудованы под начальную школу и детский сад.
Хутор Келлера был переименован в село Заря Труда и Счастья. После название сократили до Заря-Труда.